# TA-SWISS
Il Centro per la valutazione delle scelte tecnologiche TA-SWISS è un organo consultivo finanziato dalla Confederazione Svizzera. È un centro di competenza delle Accademie svizzere delle scienze, il cui mandato è regolato dalla legge federale sulla promozione della ricerca.
L'abbreviazione «TA», utilizzata nel nome del Centro, deriva dall'espressione in inglese Technology Assessment, che ne descrive l'attività principale.

## Mandato
Il Centro per la valutazione delle scelte tecnologiche TA-SWISS ha lo scopo di monitorare le evoluzioni e gli sviluppi tecnologici e di identificare per tempo le possibili ripercussioni sociali, giuridiche ed etiche delle nuove tecnologie. Un altro elemento del suo mandato e quello di favorire il dibattito e il dialogo sulle sfide scientifiche e tecnologiche.
Le raccomandazioni derivanti dai progetti di TA-SWISS sono rivolte principalmente al Parlamento e al Consiglio federale svizzeri. A seconda del tema, le raccomandazioni possono interessare anche altri ambiti, ad esempio associazioni professionali, imprese, scuole universitarie, gruppi d'interesse o ancora pubbliche amministrazioni.
TA-SWISS fa parte della rete EPTA (European Parliamentary Technology Assessment) ed e un membro fondatore della rete di lingua tedesca NTA (Netzwerk Technikfolgenabschätzung) 

## Attività
Le attività del Centro per la valutazione delle scelte tecnologiche TA-SWISS si suddividono in due categorie.

### Gli studi
Analisi scientifiche interdisciplinari, commissionate da TA-SWISS a istituti universitari o centri di ricerca. Gli studi più recenti hanno avuto come oggetto i seguenti temi: 
- Il nuovo mondo del lavoro flessibile Archiviato il 15 ottobre 2014 in Internet Archive. (2014)
- Diagnosi genetica prenatale Archiviato il 15 ottobre 2014 in Internet Archive. (2014)
- Biologia sintetica (2014)
- Geotermia di profondita Archiviato il 15 ottobre 2014 in Internet Archive. (2014)
- Medicina personalizzata (2013)
- Nano e lambiente Archiviato il 15 ottobre 2014 in Internet Archive. (2013)
- Mobilita elettrica in Svizzera (2012)
- Robotica (2012)
- Tecnologie di localizzazione (2010-2011)
- Carburanti a base di biomassa (2010)
- Sistemi decisionali basati su indicatori (2010)
- Le nanotecnologie nell'alimentazione (2009)
- Medicina antinvecchiamento – miti e potenzialità Archiviato il 15 ottobre 2014 in Internet Archive. (2008)
- Immagini cerebrali (2004)

### I progetti partecipativi
Consultazioni volte a sentire l'opinione dei cittadini, sotto forma di PubliForum, publifocus e altri processi di dialogo. Nell'ambito dei progetti partecipativi, sono stati affrontati i seguenti temi:
- publifocus «Utilità e costi delle cure mediche» Archiviato il 15 ottobre 2014 in Internet Archive. (2012)
- Dialogo «Internet e io Archiviato il 15 ottobre 2014 in Internet Archive.» (2010)
- World Wide Views on Global Warming Archiviato il 15 ottobre 2014 in Internet Archive. (2009)
- publifocus «eHealth e la cartella clinica elettronica Archiviato il 15 ottobre 2014 in Internet Archive.» (2008)
- PubliForum «Ricerca su esseri umani» Archiviato il 15 ottobre 2014 in Internet Archive. (2004)
- PubliTalk «I giovani discutono della ricerca su esseri umani» Archiviato il 15 ottobre 2014 in Internet Archive. (2004)

## Cronistoria

### Esordio sperimentale
L'attività del Centro per la valutazione delle scelte tecnologiche è iniziata nel 1992. In seguito a vari interventi parlamentari, il Consiglio federale ha incaricato il Consiglio svizzero della scienza di elaborare un sistema di valutazione delle scelte tecnologiche per la Svizzera per una fase pilota di quattro anni (1992-1995).

### Istituzionalizzazione
Nel messaggio sulla promozione dell'educazione, della ricerca e della tecnologia per gli anni 1996-1999, il Consiglio federale ha definito le basi per l'istituzionalizzazione e il finanziamento della valutazione delle scelte tecnologiche in Svizzera. Dal 1999 la valutazione delle scelte tecnologiche è prevista dalla legge sulla ricerca. Il Consiglio federale ha così rafforzato l'indipendenza del Centro per la valutazione delle scelte tecnologiche che, fino al 2007, ha fatto capo al Consiglio svizzero della scienza e della tecnologia.

### 2008: nuova affiliazione
Una modifica nella legge sulla ricerca ha posto la base giuridica per l'integrazione del mandato di TA-SWISS in seno all'Associazione delle Accademie svizzere delle scienze. Dal 1º gennaio 2008, TA-SWISS è quindi un centro di competenza delle Accademie svizzere delle scienze.